# لادينية

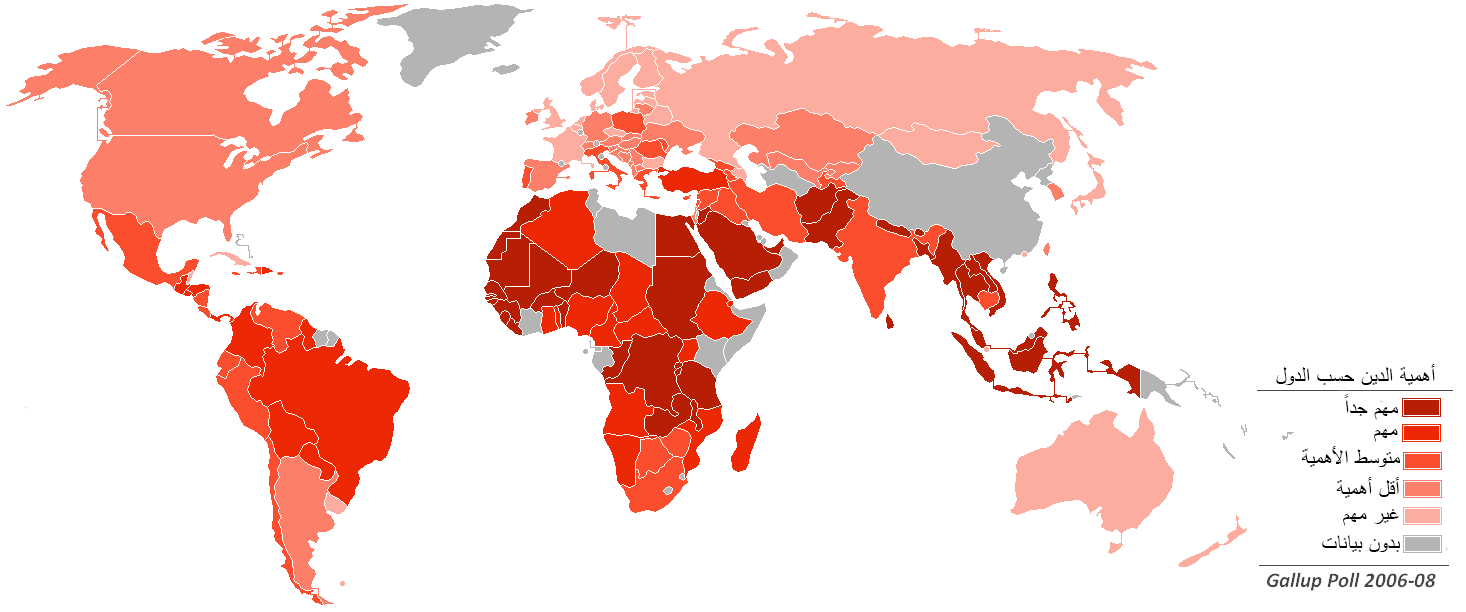
نسبة أهمية الدين حسب البلد، مؤسسة غالوب

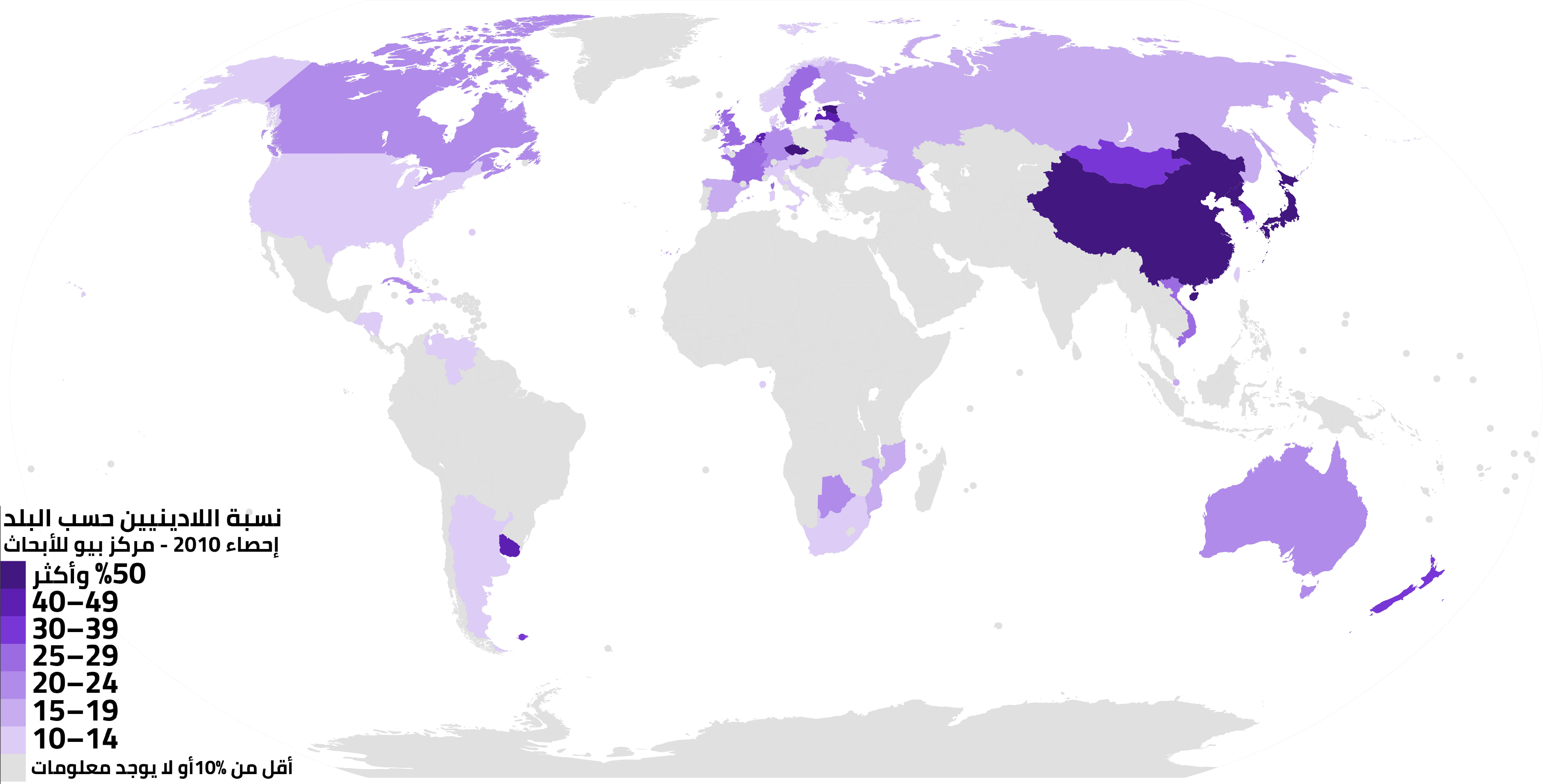
نسبة اللادينيين حسب البلد، مركز بيو للأبحاث (2010).

اللادينية (بالإنجليزية: Irreligion) هي عدم الإيمان أو المبالاة بدين معين، وتعد اتجاهاً فكرياً يرفض مرجعية الدين في حياة الإنسان ويرى بحقه في رسم حاضره ومستقبله واختيار مصيره بنفسه دون وصاية دين أو الالتزام بشريعة دينية، ويرى أن الأديان عامةً هي مجرد صناعة بشرية لا تحمل قداسة ولا تعبر عن الحقيقة المطلقة.
ويمكن تعريفها أيضاً بأنها: الاعتقاد ببشرية الأديان، بغض النظر عن الاعتقاد بفكرة وجود إله أو آلهة أو عدم الاعتقاد بذلك.
استنادا إلى كتاب ثقافة اللادينية للمؤلفين كابورالي وجروميلي التي طبعت في عام 1971 فإن اللاديني هو شخص لايملك إيماناً بوجود خالق وفي نفس الوقت لايملك قناعة بعدم وجود خالق بمعنى آخر هي مرحلة وسطية بين الإيمان والإلحاد وهناك البعض ممن يعرف اللادينية كإلحاد ضعيف.
واللادينية ضمن هذا الفهم تختلف عن المفهوم التقليدي للإلحاد الذي يتخذ من قضية نفي وجود خالق منطلقاً وركيزة أساسية، إذ تقدم اللادينية تصوراً أكثر شمولا واتساعا للدين، فلا تختزل الدين بمجرد إلهية وإنما تطرح الإلهية باعتبارها جزءاً صغيراً من منظومة فكرية واسعة، ومن هذا المنطلق فإن كل ملحد هو لاديني ولكن ليس بالضرورة أن يكون اللاديني ملحداً بل تحمل اللادينية أطيافا متعددة لفهم الإلهية من النفي الكامل لها مروراً باللاأدرية أو عدم الاكتراث أصلاً بوجود إله وانتهاءً بإيمان خاص بوجود إله خارج إطار الدين وفق فهم محدود لعلاقته بالإنسان، ويدعى بالربوبية.
هناك على الأغلب التباس بين مصطلح الإلحاد ومصطلحات أخرى مثل اللادين واللاأدرية ويرجع هذا الالتباس إلى عدم معرفة تعريف كل منها، إذا أنَّ اللادينية تعني عدم الإيمان بالأديان، والإلحاد واللاأدرية هي أفرع للادينية، فالإلحاد هو عدم الإيمان بوجود إله، أما اللاأدرية فتعني عدم الجزم بوجود الإله أو عدم وجوده، فاللأدري يتوقف عند مسألة وجود إله ولا يجزم فيها.
وفقًا للدراسة العالمية لعام 2012 التي أجراها مركز بيو للأبحاث والتي شملت 230 دولة ومنطقة، فإن 16% من سكان العالم لا ينتمون إلى أي دين. نما عدد السكان غير المنتسبين دينياً، بشكل ملحوظ في السنوات الأخيرة، على الرغم من أن نموهم المستقبلي غير مؤكد. من الصعب عزل اللادينية الموضوعية لأن العديد من «اللادينيين» العالميين يعتنقون بالفعل معتقدات دينية وبعضهم ينخرط في ممارسات دينية. يتطلب قياس اللادينية حساسية ثقافية كبيرة، خاصة خارج الغرب، حيث لا تكون مفاهيم «الدين» أو «التعلمن» متجذرة دائمًا في الثقافة المحلية.

## أنواع اللادينية

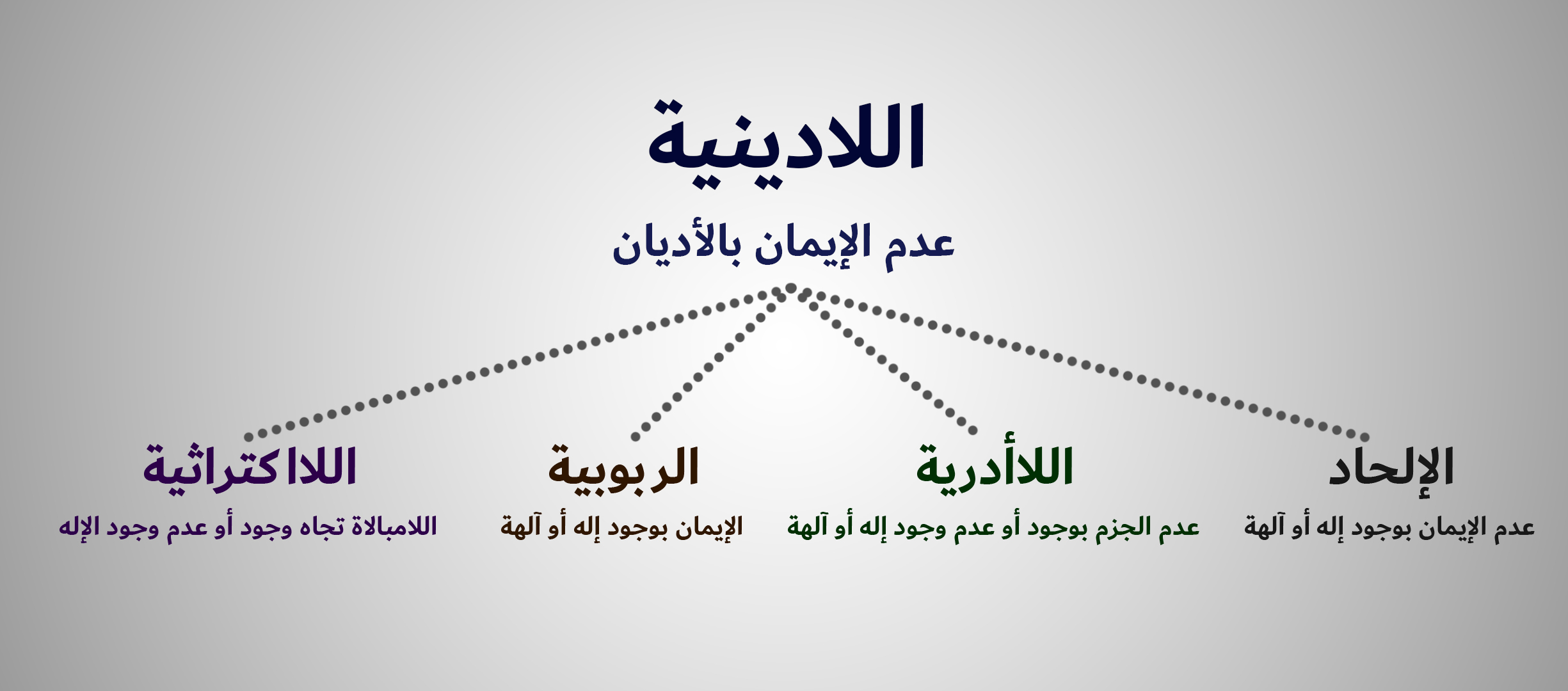
أنواع أو تفرعات اللادينية وتعريفاتها

يشترك جميع اللادينيين في عدم تصديقهم للأديان، ولكن يختلفون في مواقفهم تجاه الإله، وينقسمون إلى أربعة اتجاهات رئيسية وهي:
1. اللاأدرية (Agnosticism): عدم الجزم بوجود الإله أو عدمه لعدم كفاية الأدلة على ذلك.[9]
2. الربوبية (Deism): الإيمان بوجود مسببٍ أول أو إله أو قوةٍ ما أوجدت أو ساعدت على وجود وتطور الكون أو الحياة أو كلاهما.[10]
3. الإلحاد (Atheism): عدم الإيمان بوجود إله أو آلهة أو أي شيء خارج قوانين الطبيعة.
4. اللااكتراثية (Apatheism): وهي عدم الاكتراث تجاه وجود أو عدم وجود الإله.

وهناك أنواع جانبية للادينية وهي:
1. اللاأدرية الإلحادية (Agnostic atheism).
2. الإنسانية العلمانية (Secular humanism).
3. الفكر الحر (Freethought).
4. معارضة الدين (Antireligion).
5. الروحانية اللادينية (Spiritual but not religious).
6. الطبيعانية (Naturalism).

## أسباب اللادينية
أسباب الاعتقاد ببشرية مصدر الأديان قد تختلف باختلاف الأشخاص، لكن كثيرا ما يشير الكتّاب اللادينيون إلى الأمور التالية:
- عدم وجود دليل على إلهية مصدر أي دين وعدم وجود أدلة تاريخية أو علمية على حدوث المعجزات[11]، ويسخر كريستوفر هيتشنز من ذكر تحويل المسيح للماء إلى خمر كما في الكتاب المقدس المسيحي.[12] ويعتبر الكاتب الأمريكي ألبرت هوبارد أن المعجزة هي «حادثة يصفها من سمعها من أناس لم يروها».[13]
- تعارض بعض النصوص المقدسة للأديان مع العلم والمنطق وإعاقة التقدم العلمي وذلك برفض النظرية حتى تشتهر صحتها بين الناس أو يقتنع رجل الدين بثبوتها مثل معارضة فكرة دوران الأرض حول نفسها وحول الشمس من قِبل الكنيسة الكاثوليكية في العصور الوسطى أو معارضة نظرية التطور في العصر الحالي. ويقول بعض اللادينيين أن هنالك نصوصا تتعارض مع كروية الأرض في الكتاب المقدس.[14][15]
- التعارض الداخلي بين النصوص المقدسة للدين الواحد ذاته.
- تشريع ما يخالف القاعدة الذهبية للأخلاق حيث لا يجوز بحسبها أن تعامل الناس كما تكره أن يعاملوك،[16] مثل سبي نساء مقاتلي العدو في الحروب وما يمتهن كرامة الإنسان كالعبودية في نصوص الأديان الإبراهيمية الثلاثة.
- وجود تشابه كبير بين بعض أساطير بلاد الرافدين ومصر القديمة والأساطير الإغريقية والرومانية وبين القصص الواردة في نصوص الأديان الإبراهيمية.

## الفكر اللاديني في الدول العربية
لمصر والعراق ولبنان وسوريا وبعض دول المغرب الكبير تاريخ عريق في مجال نشوء الفكر والحركات اللادينية. تعزز هذا الأمر مع تأثيرات المد الشيوعي في الدول العربية رغم مروره بفترات إضعاف كثيرة فيما بعد من قبل السلطات الحاكمة بالنسبة لباقي الدول العربية وتحديداً دول الخليج العربية، فإلى الآن لا يمكن تشخيص وجود حقيقي لهذه الحركات إلا من خلال الإنترنت وعلى نطاق شخصي ضيق ويمكن إرجاع ذلك إلى سياسات حكومات هذه الدول من منع وتجريم معتنقي هذا الفكر.

## اللادينية وحرية الرأي
يدعو أغلبية اللادينيين إلى حق الإنسان في التفكير واختيار مبادئه وعقائده وقناعاته والتعبير عنها بحرية دون خوف من الملاحقة أو المحاكمة أو التخوين.
هذا الدفاع يشمل جميع البشر بما فيهم المتدينون، ومن الأمثلة على ذلك هو دفاع الرابطة العالمية لللادينيين والملحدين (IBKA) عن حق المسلمين ببناء مسجد في مدينة كولن الألمانية أمام تصاعد الأصوات المعارضة لهذا البناء.
كذلك وصف مجلس المسلمين السابقين (اللادينيين) لمقترح اليمين المتطرف بمنع بناء المآذن في سويسرا بأنه قرار رجعي يعمل على زيادة صدام الحضارات ويتنكر للمطالبة العالمية بحياة أفضل في القرن الحادي والعشرين مذكّرين بأن حركة التنوير لم تمنع بناء أبراج الكنائس لكي تنجح في جعل الدين أمرا شخصيا لا أكثر، مطالبين بفعل نفس الشيء مع الإسلام. ذلك مع استمرارهم في إدانة ما يدعونه انتهاك الإسلام السياسي لحقوق الإنسان كالتمييز مثلا ضد المرتدين والمفكرين الأحرار وتهديدهم بالقتل.

## الديموغرافيا

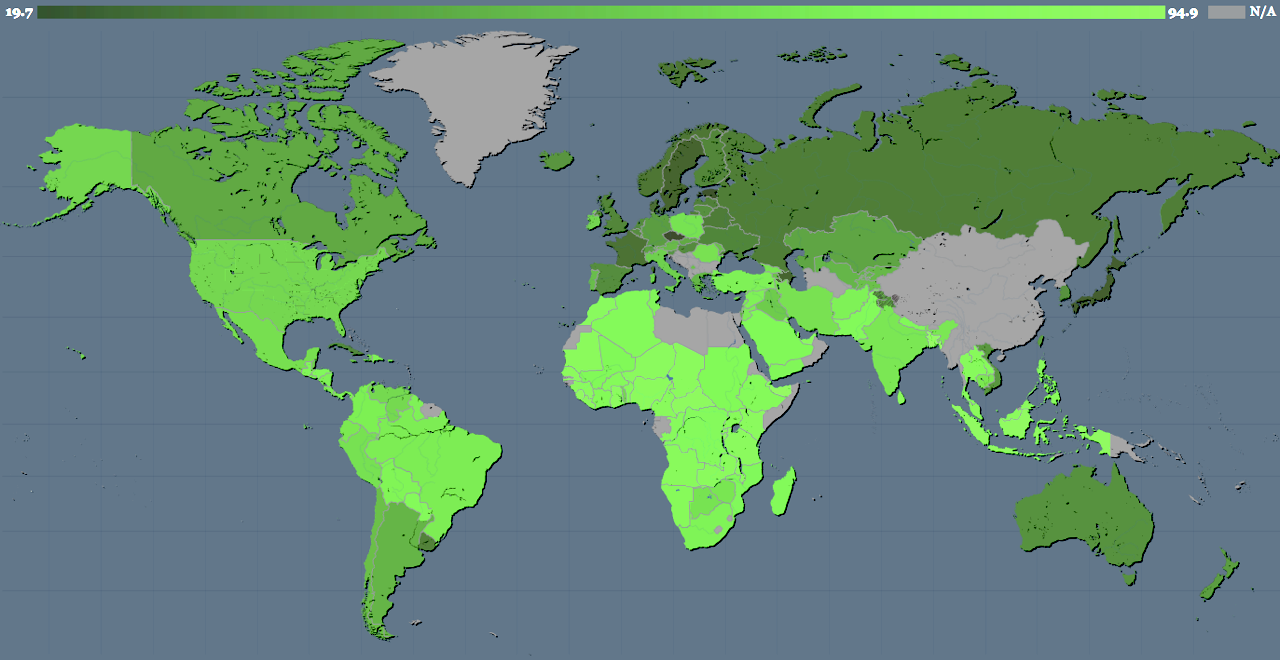
أهمية الدين لعينة من الأفراد حول العالم حسب استطلاع لمؤسسة غالوب عام 2009

### نسبة عدم التدين في العالم
| الدولة          | النسبة المئوية للسكان غير الدينيين                | المصدر               |
| إستونيا         | 75.7                                              | [ 19 ]               |
| أذربيجان        | 74                                                | [ 20 ]               |
| جمهورية التشيك  | 64.3                                              | [ 19 ]               |
| ألبانيا         | 60                                                | [ 21 ] [ 22 ] [ 23 ] |
| الصين           | 59-93                                             | [ 19 ] [ 24 ]        |
| اليابان         | 51.8                                              | [ 19 ]               |
| روسيا           | 48.1                                              | [ 19 ]               |
| بيلاروس         | 47.8                                              | [ 19 ]               |
| السويد          | 46-85                                             | [ 25 ]               |
| فيتنام          | 46.1                                              | [ 19 ]               |
| الدنمارك        | 43-80                                             | [ 25 ]               |
| فرنسا           | 43-54                                             | [ 25 ]               |
| المجر           | 42.6                                              | [ 19 ]               |
| أوكرانيا        | 42.4                                              | [ 19 ]               |
| لاتفيا          | 40.6                                              | [ 19 ]               |
| هولندا          | 39-44                                             | [ 25 ]               |
| المملكة المتحدة | 39-65                                             | [ 26 ]               |
| كوريا الجنوبية  | 36.4                                              | [ 19 ]               |
| بلجيكا          | 35.4                                              | [ 19 ]               |
| نيوزيلندا       | 34.7 (من 87.3% الذين أجابوا على السؤال الاختياري) | [ 27 ]               |
| ألمانيا         | 34.6                                              | [ 28 ]               |
| تشيلي           | 33.8                                              | [ 19 ]               |
| لوكسمبورغ       | 29.9                                              | [ 19 ]               |
| سلوفينيا        | 29.9                                              | [ 19 ]               |
| فنزويلا         | 27.0                                              | [ 19 ]               |
| سلوفاكيا        | 23.1                                              | [ 19 ]               |
| المكسيك         | 20.5                                              | [ 19 ]               |
| ليتوانيا        | 19.4                                              | [ 19 ]               |

| الدولة           | النسبة المئوية للسكان غير الدينيين                | المصدر |
| أستراليا         | 18.7 (من 88.8٪ الذين أجابوا على السؤال الاختياري) | [ 29 ] |
| إيطاليا          | 17.8                                              | [ 19 ] |
| إسبانيا          | 17                                                | [ 30 ] |
| كندا             | 16.2                                              | [ 31 ] |
| الولايات المتحدة | 16.1                                              | [ 32 ] |
| الأرجنتين        | 16.0                                              | [ 33 ] |
| جنوب إفريقيا     | 15.1                                              | [ 34 ] |
| كرواتيا          | 13.2                                              | [ 19 ] |
| النمسا           | 12.2                                              | [ 19 ] |
| فنلندا           | 11.7                                              | [ 19 ] |
| البرتغال         | 11.4                                              | [ 19 ] |
| بورتوريكو        | 11.1                                              | [ 19 ] |
| بلغاريا          | 11.1                                              | [ 19 ] |
| الفلبين          | 10.9                                              | [ 19 ] |
| الهند            | 6.6                                               | [ 19 ] |
| صربيا            | 5.8                                               | [ 19 ] |
| بيرو             | 4.7                                               | [ 19 ] |
| بولندا           | 4.6                                               | [ 19 ] |
| أيرلندا          | 4.5                                               | [ 35 ] |
| آيسلندا          | 4.3                                               | [ 19 ] |
| اليونان          | 4.0                                               | [ 19 ] |
| تركيا            | 2.5                                               | [ 19 ] |
| رومانيا          | 2.4                                               | [ 19 ] |
| تنزانيا          | 1.7                                               | [ 19 ] |
| مالطا            | 1.3                                               | [ 19 ] |
| إيران            | 1.1                                               | [ 19 ] |
| أوغندا           | 1.1                                               | [ 19 ] |
| نيجيريا          | 0.7                                               | [ 19 ] |
| بنغلاديش         | 0.1                                               | [ 19 ] |

## وصلات خارجية
- هل الدين يختفي مثل أي وقت مضى، من بي بي سي المستقبل، ديسمبر 2014. (بالإنجليزية)